# 前533年
| 千纪： | 前1千纪 |
| 世纪： | 前7世纪 \| 前6世纪 \| 前5世纪 |
| 年代： | 前560年代 \| 前550年代 \| 前540年代 \| 前530年代 \| 前520年代 \| 前510年代 \| 前500年代 |
| 年份： | 前538年 \| 前537年 \| 前536年 \| 前535年 \| 前534年 \| 前533年 \| 前532年 \| 前531年 \| 前530年 \| 前529年 \| 前528年                                                                        |
| 纪年： | 周景王十二年 魯昭公九年 齐景公十五年 晋平公二十五年 秦哀公四年 宋平公四十三年 楚灵王八年 卫灵公二年 陈惠公元年 蔡灵侯十年 曹武公二十二年 郑简公三十三年 燕悼公三年 吴王馀眛十一年 杞平公三年 |

## 大事記
- 孔子娶宋國丌官氏之女。
- 楚國遷許國於夷城（安徽亳州東南）。
- 鲁国叔弓、宋国华亥、郑国游吉、卫国赵黡会楚灵王于陈。
- 鲁国仲孙貜至齐国聘问。

## 逝世
- 荀盈，晋国大夫